# Acacia decussata
Acacia decussata é uma espécie de leguminosa do gênero Acacia, pertencente à família Fabaceae.